# Lupinus lanatocarpus
Lupinus lanatocarpus är en ärtväxtart som beskrevs av Charles Piper Smith. Lupinus lanatocarpus ingår i släktet lupiner, och familjen ärtväxter. Inga underarter finns listade i Catalogue of Life.